# کلارنس نش
کلارنس نش (انگلیسی: Clarence Nash; ۷ دسامبر ۱۹۰۴ – ۲۰ فوریهٔ ۱۹۸۵) یک صدا پیشه اهل ایالات متحده آمریکا بود. بیشترین شهرت وی برای صداپیشگی شخصیت کارتونی دانلد داک در انیمیشنهای والت دیزنی است و بیش از ۵۰ سال برای این شخصیت و همچنین برای شخصیت دیزی داک صداپیشگی کرد.
از فیلم‌ها یا برنامه‌های تلویزیونی که وی در آن نقش داشته‌است می‌توان به سه کالبارو، سلام برادران اشاره کرد.